# Roman Vondrouš

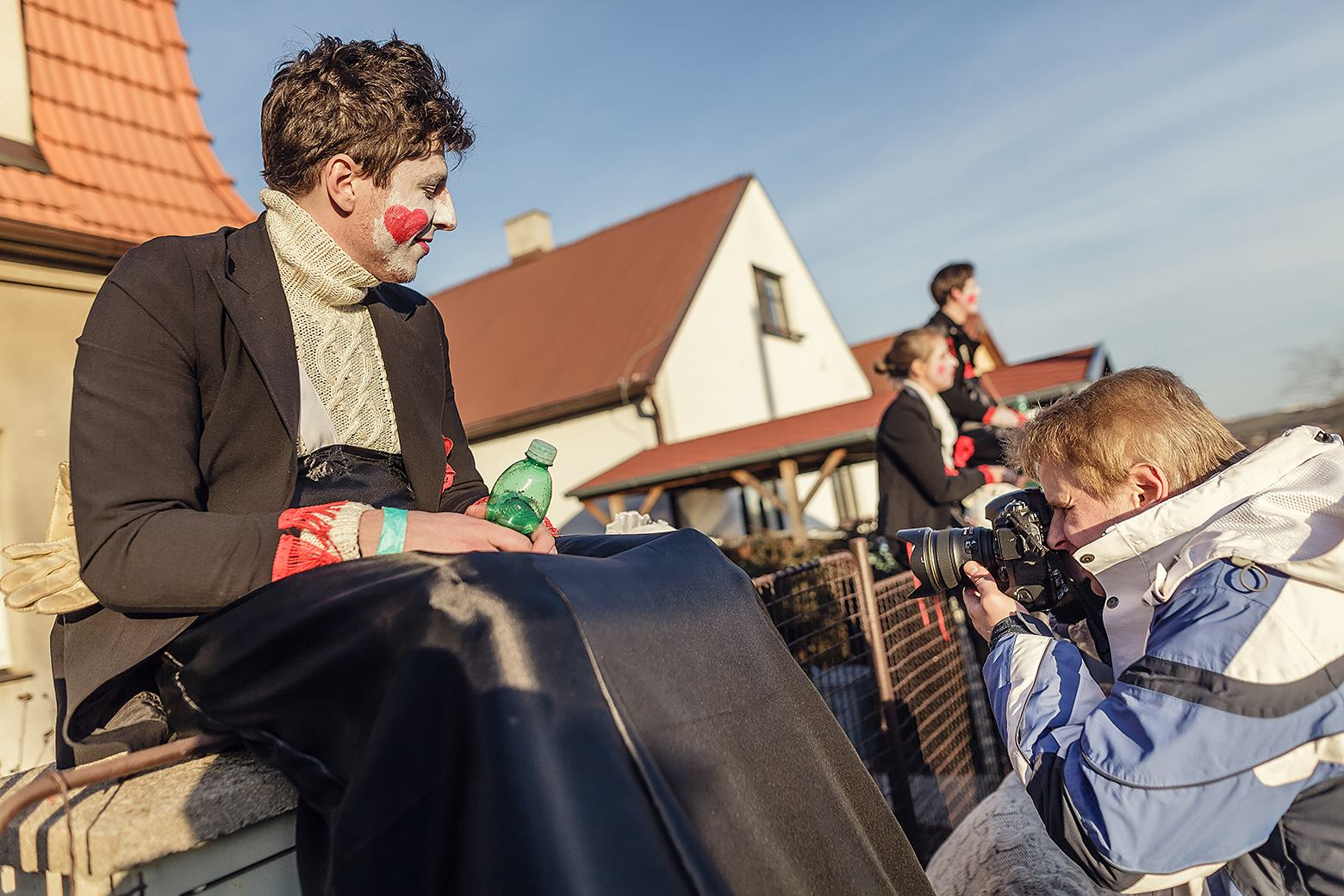
Roman Vondrouš fotografuje Masopust v Roztokách, únor 2017

Roman Vondrouš (* 18. listopadu 1975 Pardubice) je český profesionální reportážní fotograf pracující jako fotoreportér pro Českou tiskovou kancelář. Absolvoval magisterský program na Institutu tvůrčí fotografie Filozoficko-přírodovědecké fakulty Slezské univerzity v Opavě a pokračuje zde v doktorandském studiu. Je držitelem celé řady ocenění, jako například Czech Press Photo nebo World Press Photo. Ze sportů fotografuje především dostihový závod Velká pardubická.

## Životopis
Je absolvent Institutu tvůrčí fotografie FPF Slezské univerzity v Opavě, kde v současnosti působí jako pedagog a student doktorského programu. Od roku 2005 pracuje jako fotoreportér České tiskové kanceláře (ČTK), kde se každodenně věnuje agenturnímu fotozpravodajství. Fotografoval například letní i zimní olympijské hry (Peking 2008, Vancouver 2010, Soči 2014) nebo prezidenta Spojených států amerických, Donalda Trumpa, v Bílém domě (2019).
Od roku 2003 se pravidelně účastní fotografické soutěže Czech Press Photo, v níž je držitelem více než dvou desítek ocenění, včetně titulu Fotografie roku (2020). Ve stejnojmenné soutěži mu byl udělen i Grant pražského primátora, tvůrčí stipendium na fotografování přeměn hlavního města. V roce 2013 se stal laureátem mezinárodní fotožurnalistické soutěže World Press Photo ve sportovní kategorii. V témže roce obdržel Cenu rektora Slezské univerzity za mimořádné úspěchy v oblasti fotožurnalistiky. Je nositelem prvních cen v dalších prestižních mezinárodních fotografických soutěžích Pictures of the Year International, AIPS Sport Media Awards nebo Istanbul Photo Awards. Pravidelně se účastní jak autorských, tak společných výstav, vystupuje na přednáškách a workshopech v oblasti fotografie.
Jeho stěžejní část fotografické tvorby zaujímají především dostihy, a to jak z jejich samotného sportovního prostředí, tak ze zákulisí. Pracuje i na dalších fotografických projektech.
V roce 2012 získal za dostihy cenu Czech Press Photo 2012 a později také první cenu World Press Photo v kategorii sportovních akcí. Již řadu let je pravidelně oceňován v domácí soutěži Czech Press Photo. Na svém kontě má i čestné uznání v kategorii Aktualita.
V Czech Press Photo 2014 získal 1. a 3. místo v kategorii Sport; dále si odnesl cenu Nikon Sport Awards za výjimečnou fotografii vypjaté sportovní akce.
V roce 2015 získal fotoreportér Roman Vondrouš první cenu v kategorii Každodenní život v soutěži Czech Press Photo 2015 za snímky Havana Cars. V mezinárodní soutěži Pictures of the Year získal Vondrouš 2. cenu v kategorii sport za fotografii „Horse race drama“.
V soutěži Czech Press Photo v roce 2019 získal první cenu v kategorii Lidé, o kterých se mluví, za sérii Premiér v Bílém domě.
V soutěži Czech Press Photo za rok 2020 získal hlavní cenu.
V soutěži Czech Press Photo 2023 získal hlavní cenu za snímek od soudu.

## Výstavy
- Cestující M 2020, 10. červen - 29. srpen 2021, Kabinet fotografie v Galerii Kladenského zámku

## Ceny a ocenění
- 2020 Czech Press Photo – Fotografie roku

- 2021 Pictures Of The Year International 2020 – 1. cena v kategorii Sports picture story 
  - AIPS Sport Media Awards 2020 – 2. cena v kategorii Photo (Sports Portfolio)
  - Istanbul Photo Awards 2020 – 1. cena v kategorii Sport

- 2020 AIPS Sport Media Awards 2019 – 1. cena v kategorii Photo (Sports Portfolio)
  - Czech Press Photo 2020 –  Fotografie roku 2020
  - Czech Press Photo 2020 –  1. cena v kategorii Reportáž

- 2019 Sportovní fotografie roku 2018 – 1. cena v kategorii Fotbal
  - Czech Press Photo 2019 – 1. cena v kategorii Lidé, o kterých se mluví za sérii Premiér v Bílém domě, na níž zachytil Andreje Babiše v USA

- 2018 Czech Press Photo 2018 – 1. cena v kategorii Lifestyle

- 2017 Pictures Of The Year International 2017 – 2. cena v kategorii Sport action
  - Czech Press Photo 2017 – nominace na 1. cenu v kategorii Aktualita a Sport

- 2016 Pictures Of The Year International 2016 – 2. cena v kategorii Sport action
  - Czech Press Photo 2016 – nominace na 1. cenu v kategorii Sport

- 2015 Czech Press Photo 2015 – 1. cena v kategorii Každodenní život
  - Siena International Photo Awards 2015 – 2. cena a čestné uznání v kategorii Sport
  - Istanbul Photo Awards 2015 – 2. cena v kategorii Sport

- 2014 Czech Press Photo 2014 – 1. cena v kategorii Sport za černobílou sérii snímků Zimní olympijské hry v Soči
  - Czech Press Photo 2014 – 3. cena v kategorii SPORT
  - Czech Press Photo 2014 – cena NIKON

- 2013 Cena rektora Slezské univerzity v Opavě
  - World Press Photo 2013 – 1. cena v kategorii Sportovní akce za sérii fotografií z Velké pardubické jako fotoreportér ČTK.[6][7]
  - Czech Press Photo 2013 – Cena Prahy
  - Czech Press Photo 2013 – 2. cena v kategorii Sport
  - Czech Press Photo 2013 – 3. cena v kategorii Umění

- 2012 Czech Press Photo 2012 – 1. cena v kategorii Sport
  - Czech Press Photo 2012 – 2. cena v kategorii Lidé, o nichž se mluví
  - Czech Press Photo 2012 – čestné uznání v kategorii Aktualita

- 2010 Czech Press Photo 2010 – Grant hlavního města Prahy s ročním stipendiem.[8]
  - Czech Press Photo 2010 – 2. cena v kategorii Příroda a životní prostředí
  - Czech Press Photo 2010 – 3. cena v kategorii Umění a zábava
- 2009 Czech Press Photo 2009 – 2. cena kategorie Lidé, o kterých se mluví 
  - Czech Press Photo 2009 – 2. cena kategorie Umění a zábava
- 2008 Czech Press Photo 2008 – Cena NIKON
- 2007 Czech Press Photo 2007 – Cena ISIFA
- 2006 Czech Press Photo 2006 – Cena 100 let dostihového závodiště Velká Chuchle
- 2005 Czech Press Photo 2005 – 1. cena kategorie Sport
- 2004 Czech Press Photo 2004 – 2. cena kategorie Sport